# Raiffeisenbank Riedenburg-Lobsing
Die Raiffeisenbank Riedenburg-Lobsing eG mit Sitz in Riedenburg war eine Genossenschaftsbank in Deutschland. Ihr Geschäftsgebiet verteilte sich über die beiden Landkreise Eichstätt und Kelheim.
Im Jahre 2021 fusionierte die Bank mit der Raiffeisenbank Kreis Kelheim eG.

## Geschichte
Am 21. Juni 1896 wurde im damaligen Gasthaus Haag in Lobsing der "Darlehensverein Lobsing" gegründet. Auch in den umliegenden Ortschaften wurden zu dieser Zeit kleine Kassenvereine gegründet. Ab ca. 1962 wurde damit begonnen, sich zu größeren und leistungsfähigeren Organisationen zusammenzuschließen.
1969 erfolgte die Verschmelzung der Raiffeisenkassen Riedenburg, Schamhaupten und Lobsing. Der Firmenname wurde auf "Raiffeisenbank Riedenburg-Lobsing eG" geändert und der Firmensitz wurde nach Riedenburg verlegt.
Im Jahre 2000 wurde das Lagerhaus in Lobsing an die "Raiffeisen-BayWa Waren GmbH" übergeben. Der Sitz der "Raiffeisen-BayWa Waren GmbH" befand sich seitdem in Lobsing.

## VR Immobilien und Versicherungen
Im April 2015 eröffnete die Raiffeisenbank Riedenburg-Lobsing eG ein neues Büro für die Immobilien- und Versicherungsabteilung. Das Gebäude befindet sich direkt am Marktplatz und in unmittelbarer Nähe zum Hauptsitz der Bank. Vor der Nutzung durch die Raiffeisenbank Riedenburg-Lobsing eG befand sich darin ein Ladengeschäft für Büromaschinen, Schreibwaren und Geschenkartikel.